# Albert E. Mingay
Albert Ernest Mingay, född den 11 december 1904 i Suffolk, död 2002 i Poole, var en brittisk kommendör i Frälsningsarmén och sångförfattare. 
Mingay var ledare för Frälsningsarméns arbete i Skottland och Storbritannien samt chef för internationella officersinstitutet i London.

## Sånger (urval)
- Marred for me (tonsatt av Wilfred Heaton, publicerad 1937)
- On the road (tonsatt av Wilfred Heaton, publicerad 1964)
- With empty hands (tonsatt av Wilfred Heaton)[4]
- Kom helge Ande, att möta min själ